# ダーク補正
ダーク補正（ダークほせい）は、デジタルカメラにおける、暗電流によって生じるノイズを除去する信号処理の一つである。

## 動作原理
暗電流ノイズとは、CCDイメージセンサやCMOSイメージセンサといった固体撮像素子において、予測不能な熱雑音により発生した、暗電流に起因するノイズである。暗電流ノイズの画像上での特徴には複数のパターンがあるが、一般的に色を帯びたもやのようなノイズとして現れ、その程度は露光時間と温度に依存する。
ダーク補正はその発生具合が露光時間、温度に依存する性質を利用して暗電流ノイズを補正するもので、具体的には、まず画像を撮影直後、同じ露光時間で遮光空間を撮影して暗電流ノイズを取得。そして元の画像からそのノイズデータを減算して補正する。なお、ダーク補正はその性質上、センサに起因するFPNの補正にも有効である。

## 広義のダーク補正
ダーク補正は、黒レベルを取得し、元の画像からをそれを減算することで画像を補正する処理の総称としても用いられる。例えばオプティカルブラックを利用したFPN補正なども、ダーク補正に含まれる場合がある。